# 佐佐木宏一郎
佐佐木宏一郎（1943年8月30日—1989年5月22日），日本棒球選手、教練，出生於岐阜縣揖斐郡池田町，曾經效力於日本職棒福岡軟體銀行鷹等隊伍，於1981年退休，生涯通算132次勝投。